# آواچ تند
آواچ تند روستایی در استان نیانزا، کنیا می‌باشد.